# Hühnerleithe
Hühnerleithe ist ein Gemeindeteil der Gemeinde Wilhelmsthal im Landkreis Kronach (Oberfranken, Bayern).

## Geographie
Die Einöde liegt auf halber Höhe eines Bergrückens der südlich in das Tal des Tiefenbachs und westlich in das Tal der Kronach abfällt. Ein Wirtschaftsweg führt zur Kreisstraße KC 28 bei Eibenberg (1,1 km nordöstlich).

## Geschichte
Gegen Ende des 18. Jahrhunderts gab es in Hühnerleithe ein Anwesen. Das Hochgericht übte das bambergische Centamt Kronach aus. Die Grundherrschaft über das Tropfhaus hatte das Rittergut Weißenbrunn-Steinberg.
Mit dem Gemeindeedikt wurde Hühnerleithe dem 1808 gebildeten Steuerdistrikt Steinberg und der 1818 gebildeten Ruralgemeinde Eibenberg zugewiesen. Am 1. Mai 1975 wurde Hühnerleithe im Zuge der Gebietsreform in Bayern in Steinberg eingegliedert, das seinerseits am 1. Mai 1978 in Wilhelmsthal eingegliedert wurde.

### Einwohnerentwicklung
| Jahr      | 001818 | 001861 | 001871 | 001885 | 001900 | 001925 | 001950 | 001961 | 001970 | 001987 |
| Einwohner | 6      | 7      | 3      | 6      | 6      | 5      | 8      | 6      | 3      | 5      |
| Häuser    | 1      |        |        | 1      | 1      | 1      | 1      | 1      |        | 1      |
| Quelle    | [ 5 ]  | [ 7 ]  | [ 8 ]  | [ 9 ]  | [ 10 ] | [ 11 ] | [ 12 ] | [ 13 ] | [ 14 ] | [ 1 ]  |

## Religion
Der Ort ist römisch-katholisch geprägt und nach St. Pankratius in Steinberg gepfarrt.